# Vlaams ACV
Het Vlaams ACV (formeel: Vlaams Regionaal Comité van het ACV) is een syndicale interregionale organisatie in Vlaanderen die deel uitmaakt van het ACV. 

## Historiek
Vierjaarlijks vindt er een Vlaams ACV-congres plaats (tot 2009 onder de noemer Vlaamse ACV-dagen). De congressen vonden plaats op respectievelijk 24 en 25 april 2009, 26 en 27 april 2013 en op 23 en 24 november 2017, in het Kursaal te Oostende. De meest recente editie vond plaats in het ICC in Gent op 7 en 8 september 2022. 

## Missie
Het Vlaams ACV vertegenwoordigt de werknemersbelangen in de Sociaal-Economische Raad van Vlaanderen (SERV) en het Vlaams Economisch Sociaal Overlegcomité (VESOC). Tevens is het vertegenwoordigd in de Raad van Bestuur van de VDAB.

## Structuur

### Bestuur
| Periode      | Voorzitter VRC      |
| ------------ | ------------------- |
| 1979 - 1984  | Georges Denoulet    |
| 1984 - 1989  | Frans Bellon        |
| 1989 - 1997  | Fernand Jonckeere   |
| 1997 - 2001  | André Tweepenninckx |
| 2001 - 2005  | Kris Van Elsen      |
| 2005 - 2007  | Marc De Wilde       |
| 2007 - 2009  | Jan Callaert        |
| 2009 - 2013  | Piet Callens        |
| 2013 - 2017  | Justin Daerden      |
| 2017 - 2022  | Johan Vervoort      |
| 2022 - heden | Veerle Verleyen     |

### Nevenorganisaties
Parallel aan het Vlaams ACV is er de CSC wallonne (formeel: Comité Regional Wallon, CRW) en het Brussels ACV (formeel: Brussels Regionaal Comité, BRC). Daarnaast zijn er de CSC francophone (formeel: Comité communautaire francophone, CCF), samengesteld uit vertegenwoordigers uit de Franse Gemeenschap, en de CSC Ostbelgien voor de Duitstalige Gemeenschap.